# Шутово (Вологодская область)
Шутово — деревня в Харовском районе Вологодской области.
Входит в состав Шапшинского сельского поселения, с точки зрения административно-территориального деления — в Шапшинский сельсовет.
Расстояние по автодороге до районного центра Харовска — 38 км, до центра муниципального образования Шапши — 4 км. Ближайшие населённые пункты — Паньковская, Ципошевская, Деревенька Шапшинская.
По переписи 2002 года население — 4 человека.